# Rue du Parc-de-Montsouris
La rue du Parc-de-Montsouris est une voie située dans le quartier du Parc-de-Montsouris du 14e arrondissement de Paris, en France.

## Situation et accès
La voie forme un U donnant dans la rue Nansouty.

## Origine du nom
Cette rue porte ce nom en raison du voisinage du parc de Montsouris.

## Historique
Formée en 1865, elle s'appelait « avenue de Montsouris » avant de devenir « rue du Dressage », en raison de sa proximité avec l’ « école de dressage de Montrouge » située boulevard Jourdan, puis, en 1895, « rue du Parc-de-Montsouris ».

## Bâtiments remarquables et lieux de mémoire
- La voie débouche sur la partie ouest du parc Montsouris.
- Le romancier populaire Michel Morphy s'y était fait construire un hôtel particulier aux nos 6-10 de la rue (architecte Pierre Humbert).

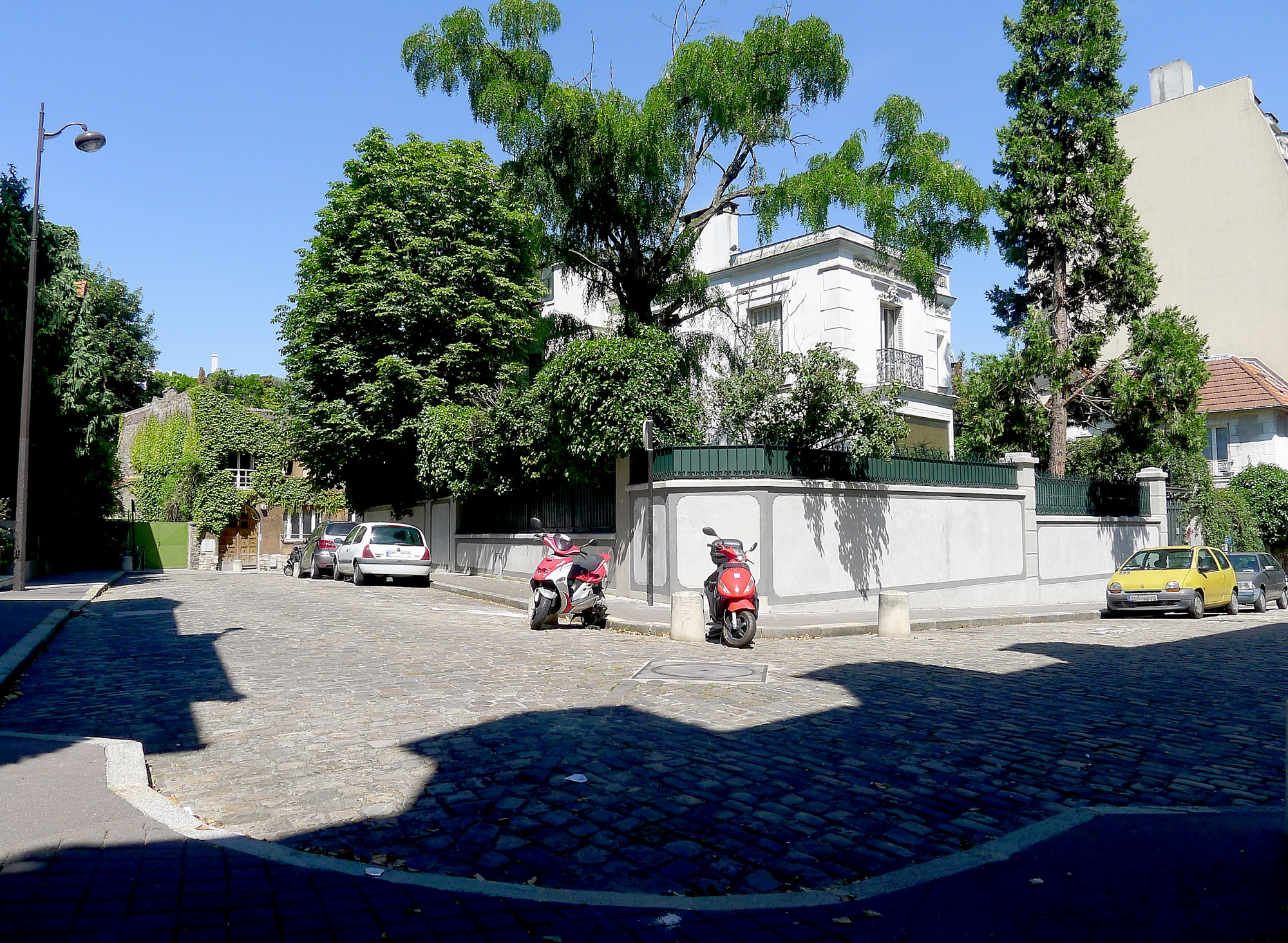
Une rue en forme de U.
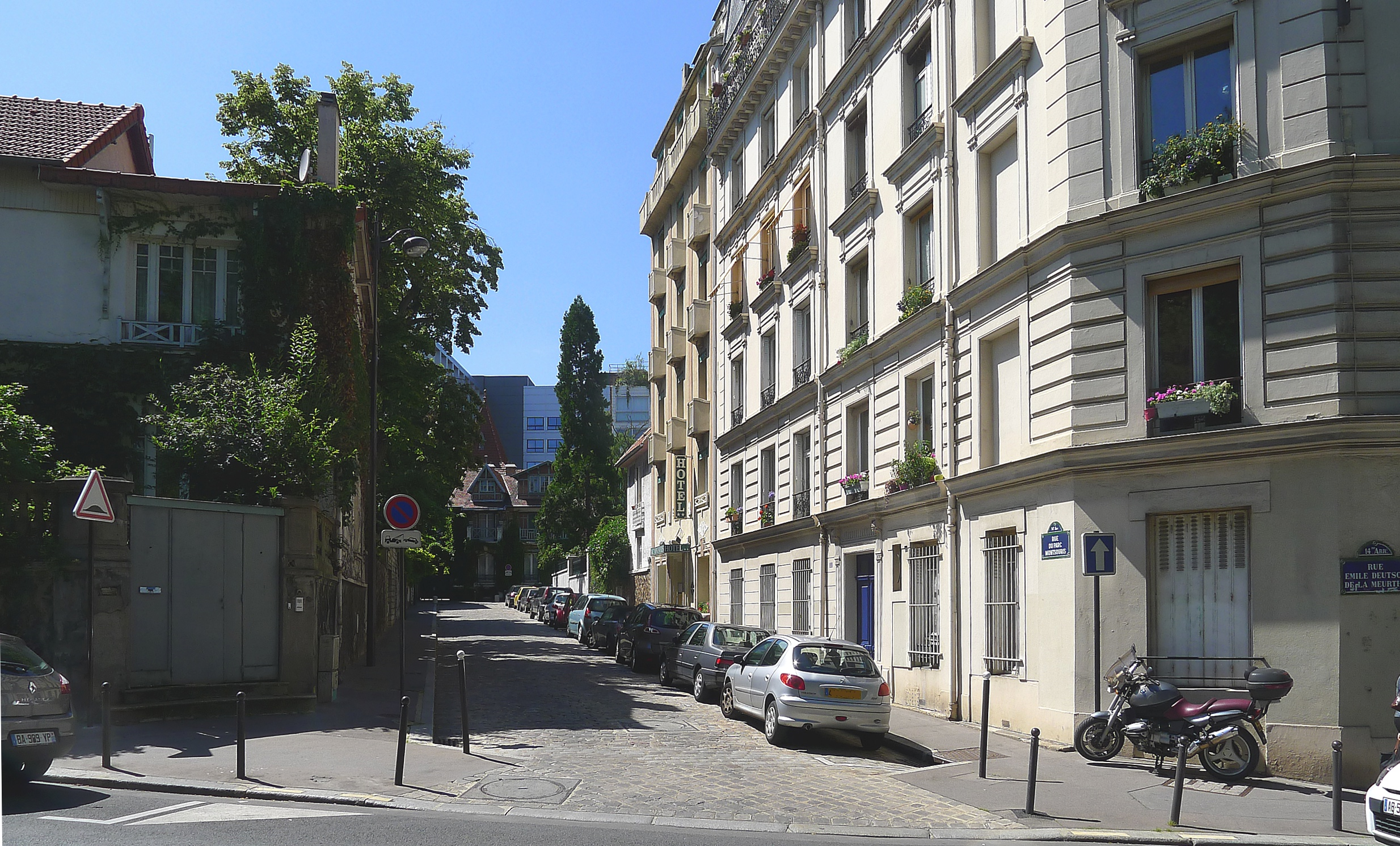
Débouché de la fin de la rue.